# Giuseppe Martano
Giuseppe Martano (* 10. Oktober 1910 in Savona; † 2. September 1994 in Turin) war ein italienischer Radrennfahrer.
1930 wurde Giuseppe Martano in Lüttich Weltmeister im Straßenrennen der Amateure und konnte diesen Erfolg 1932 in Rom wiederholen. 1932 wurde er zudem italienischer Straßenmeister der Amateure und gewann den Giro del Piemonte.
Von 1930 bis 1940 war Martano Profi und nach dem Zweiten Weltkrieg nochmals bis 1948. Fünfmal zwischen 1933 und 1938 startete er bei der Tour de France; 1933 wurde er Dritter der Gesamtwertung, 1934 Zweiter. 1935 wurde er Zweiter des Giro d’Italia und gewann den Giro del Lazio. 1937 siegte er bei Mailand–Turin.